# Illorsuit (Insel, Uummannaq)
Illorsuit (nach alter Rechtschreibung Igdlorssuit, „große Häuser“; dänisch Ubekendt Ejland „Unbekanntes Eiland“) ist eine grönländische Insel im Distrikt Uummannaq in der Avannaata Kommunia.

## Lage

Lage von Illorsuit im Distrikt Uummannaq

Illorsuit bildet die Grenze zwischen den Mündungsbereichen der beiden Fjordkomplexe des Karrat Fjord im Norden und des Uummannap Kangerlua im Süden. Die birnenförmige Insel misst von der Nordspitze Inngia bis zur Südküste bei Nuunngutak etwa 31 km und von der Westspitze Eqqua bis zur Ostküste rund 22 km. Sie hat eine Fläche von etwa 408,5 km². Das Innere der Insel ist mit 300 bis 400 m Höhe vergleichsweise flach. Im Süden der Insel erreicht der Saqqaata Qaqqaa eine Höhe von rund 1000 m, ebenso wie der Illunnap Qaqqaa im zentralen Norden der Insel.

## Geschichte
Es ist bezeugt, dass holländische Walfänger vor der dänischen Kolonialisierung im Südosten der Insel mit der grönländischen Bevölkerung Handel betrieben, die dort wegen der guten Jagdverhältnisse für Robben und Weißwale ihre Sommerwohnplätze hatten. 1797 wurde auf der Insel der Udsted Ubekendt Ejland oder St. Pedershaab in Naqerloq errichtet, während der nordwestlich auf Sigguup Nunaa gelegene drei Jahre zuvor gegründete Udsted Kakilisaat aufgegeben wurde. Da der Walfang für die Kolonisatoren erfolglos war, wurde der Udsted bereits 1804 wieder aufgegeben. Um 1840 lebten einige Menschen im Nordosten der Insel. Weil diese so abgelegen lebten, wurde 1859 ein Udsted in Illorsuit gegründet. Später war auch Naqerloq noch bis Anfang des 20. Jahrhunderts bewohnt. Illorsuit wurde 2017 von einem Tsunami getroffen und ist seither verlassen.